# Projekt 1559-V Morskoj Prostor
Projekt 1559-V Morskoj Prostor (ryska: Морской простор (öppet hav), NATO-rapporteringsnamn Boris Chilikin-klass) är en klass om sex tankfartyg tillhörande sovjetiska flottan och ombyggda för att kunna försörja stridsfartyg på öppet hav.

## Historia
I slutet av 1960-talet hade sovjetiska flottan börjat inse behovet av att kunna underhålla en större slagstyrka långt bort från egna marinbaser. Det huvudsakliga behovet var att kunna förse stridsfartygen med bränsle, men också med dricksvatten och livsmedel. Morskoj Prostor är baserad på den civila oljetankern Projekt 1559 vilket begränsade maxfarten till 16 knop. Den har inte heller samma kapacitet för ammunition, torrlast och livsmedel som Projekt 1833 Pegas.

## Fartyg i klassen

### Boris Chilikin
Påbörjad: ?, Sjösatt: ?, Tagen i tjänst i november 1970 i Svartahavsflottan

Överfördes till Ukrainas flotta i augusti 1997 och döptes om till Makeevka. Sedan maj 2001 civilregistrerad. Såldes till Kambodja 2002.

### Vladimir Koletjitskij
Påbörjad: ?, Sjösatt: ?, Tagen i tjänst 1972 i Stillahavsflottan

Fortfarande i tjänst i 126:e underhållsdivisionen vid Stillahavsflottan. Deltog tillsammans med Indiens flotta i övningen INDRA-2005.

### Dnestr
Påbörjad: ?, Sjösatt: ?, Tagen i tjänst 1973 i Norra flottan

Döptes i februari 1997 om till Sergej Osipov. Fortfarande i tjänst i 432:a underhållsdivisionen vid Norra flottan. Sergej Osipov är det underhållsfartyg som oftast står för underhållet av hangarfartyget Admiral Kuznetsov. Deltog tillsammans med Kuznetsov i övningen FRUKUS-2007 där de bland annat besökte Tunisien och Portugal.

### Ivan Budnov
Påbörjad: ?, Sjösatt: 20 april 1974, Tagen i tjänst 19 juli 1975 i Svartahavsflottan

Fortfarande i tjänst i 9:e underhållsdivisionen vid Svartahavsflottan. Deltog tillsammans med Italiens flotta i övningen IONEX-2004 och har även övat med Turkiets flotta 2005. Har under olika resor besökt Syrien, Kuba, Venezuela och Nicaragua.

### Henrich Gasanov
Påbörjad: ?, Sjösatt: ?, Tagen i tjänst 1976 i Norra flottan

Fortfarande i tjänst i 432:a underhållsdivisionen vid Norra flottan.

### Boris Butoma
Påbörjad: ?, Sjösatt: ?, Tagen i tjänst 30 oktober 1978 i Stillahavsflottan

Fortfarande i tjänst i 126:e underhållsdivisionen vid Stillahavsflottan. Deltog tillsammans med jagaren Admiral Vinogradov i övningen INDRA-2009. Understödjer sedan juni 2009 ryska flottans patruller i Adenviken utanför Somalia.

## Galleri

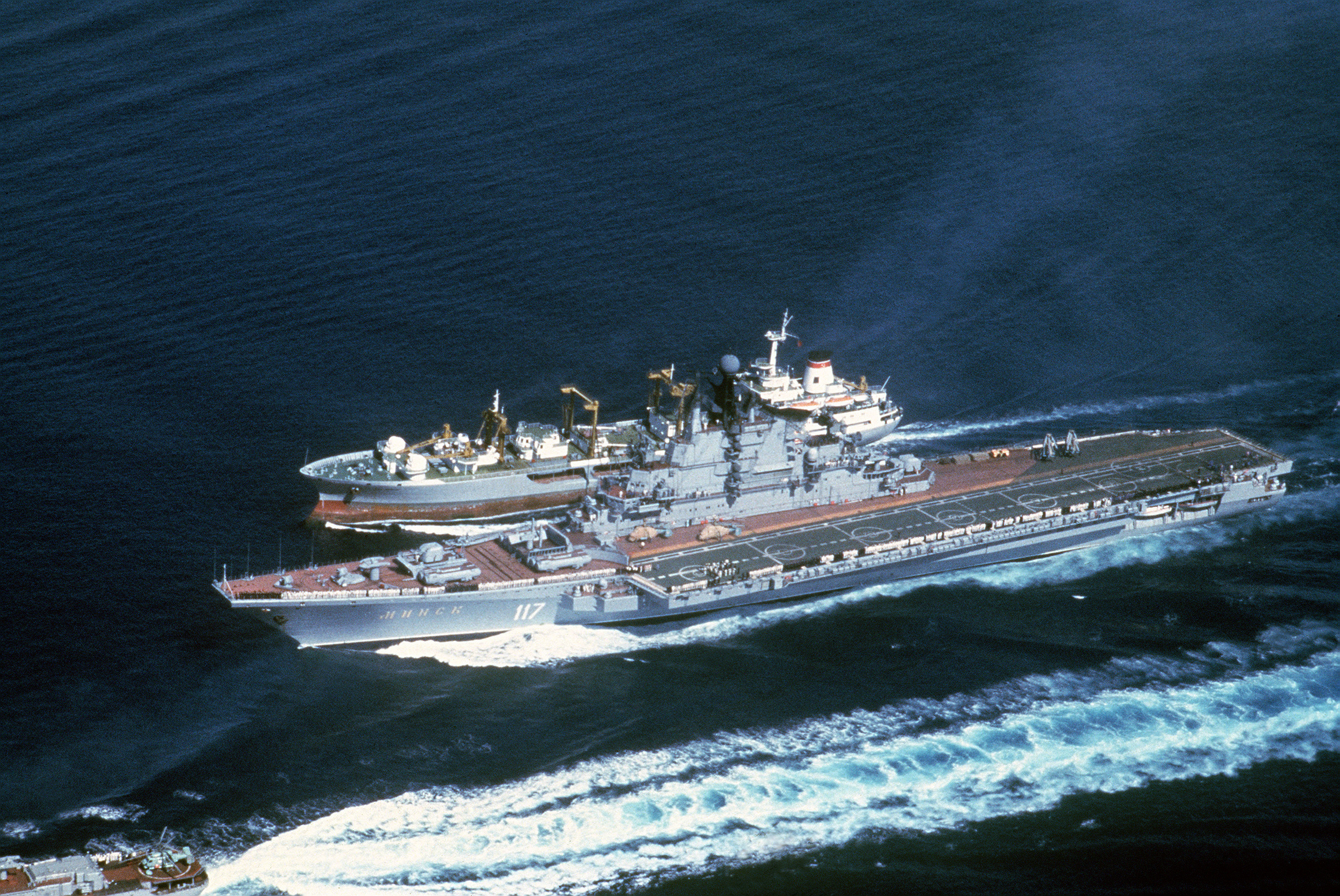
Hangarfartyget Minsk fyller på bränsle från ett tankfartyg av Morskoj Prostor-klass.
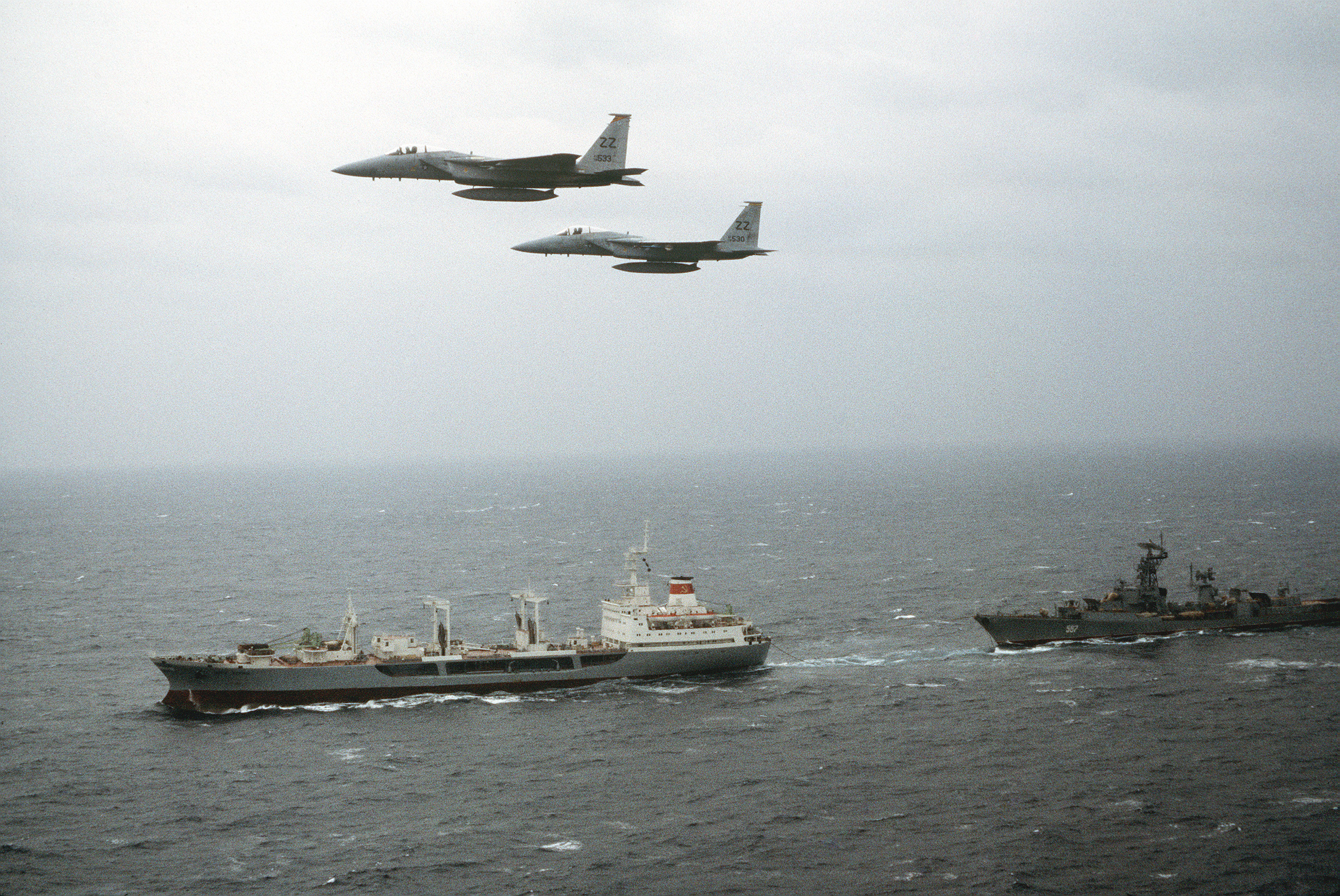
Jagaren Gnevnyj fyller på bränsle från Boris Butoma under övning i februari 1983.